# NGC 505
NGC 505 là một thiên hà hình hạt đậu nằm trong chòm sao Song Ngư, cách Trái Đất khoảng 234 triệu năm ánh sáng. Nó được phát hiện vào ngày 1 tháng 10 năm 1864 bởi nhà thiên văn học người Đức Albert Marth. 

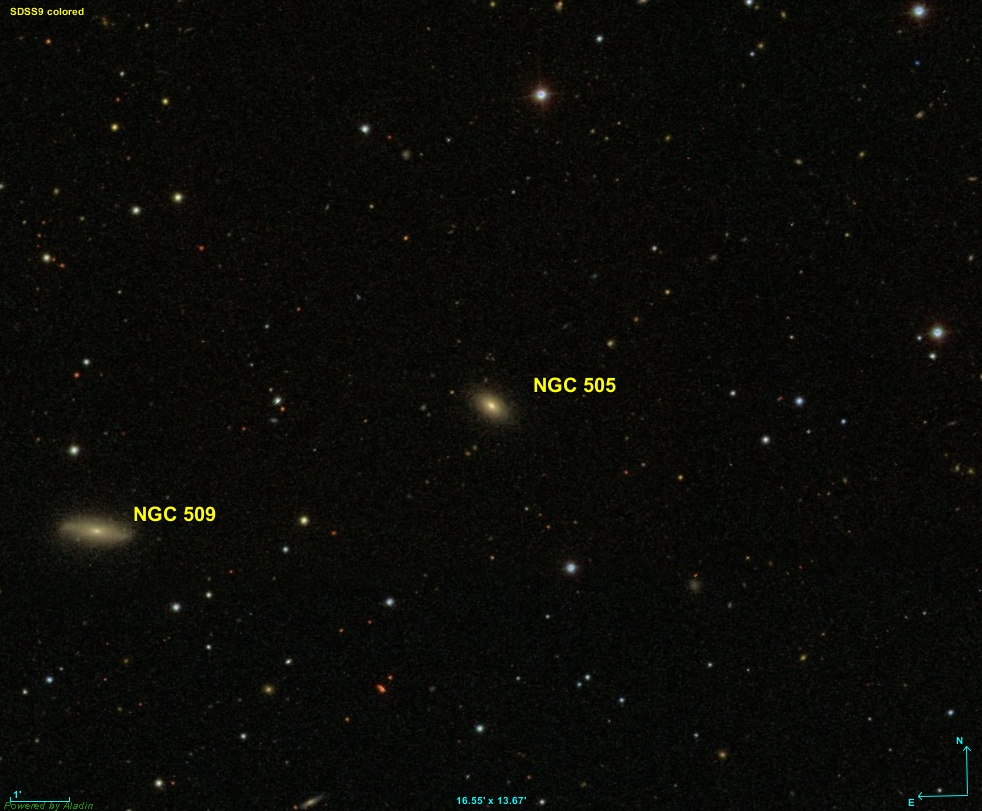
NGC 505 và NGC 509 (SDSS)